# Bataille de Parthenay
Guerre de Vendée
La bataille de Parthenay a lieu le 25 juin 1793 lors de la guerre de Vendée. Elle s'achève par la prise de la ville de Parthenay par les républicains.

## Prélude
Le 14 juin 1793, la ville de Parthenay tombe aux mains des Vendéens menés par le général Lescure. Une sommation rédigée par les Comités des Armées catholiques et royales somme les Républicains de se rendre, faute de quoi la ville sera réduite en cendres. Les patriotes capitulent aussitôt et Parthenay est occupée par une armée de 5 000 à 6 000 paysans.
Lors du mois de juin 1793, le général républicain François-Joseph Westermann arrive en renfort à Niort avec sa légion du Nord forte de 1 200 hommes. Dans cette ville, le général en chef Armand de Gontaut-Biron craint d'être attaqué par les Vendéens et donne l'ordre à Westermann d'effectuer un raid sur Parthenay.

## Déroulement
Le 24 juin, au soir, Westermann quitte Saint-Maixent à la tête de sa légion du Nord et pendant la nuit, il se jette sur Parthenay. Les Républicains enfoncent la porte avec leur artillerie, l'infanterie entre dans la ville et s'empare rapidement de trois canons tandis que la cavalerie contourne la ville. Surpris dans leur sommeil, les Vendéens n’opposent presque aucune résistance et prennent la fuite. Lescure accourt avec 700 paysans mais ne peut empêcher la déroute. Les Vendéens s’enfuient en direction de Thouars ou se dispersent dans le bocage,.
Après le succès de ce raid, Westermann retourne à Saint-Maixent, puis il regagne Parthenay le 30 juin, sa colonne renforcée par deux bataillons, 56 chasseurs des Ardennes et huit canons, soit 2 500 hommes,. Les Vendéens avaient brièvement réoccupé la place, mais ils prennent la fuite sans combattre.

## Pertes
Selon le représentant Goupilleau, les républicains n’ont perdu que quelques blessés, en fait sept hommes, tandis que les pertes des Vendéens sont de 600 hommes, ce qui est vraisemblablement une exagération. Néanmoins, il a été fait 100 prisonniers.

## Conséquences
Vainqueur, Westermann regagne brièvement Saint-Maixent où il reçoit des renforts, avant de regagner le bocage. Un rassemblement de Vendéens ayant été signalé au bourg d'Amailloux, Westermann se jette le 1er juillet sur cette paroisse et disperse les insurgés. Le bourg est ensuite incendié et plusieurs de ses habitants sont tués. Westermann proclame que tout village qui fournirait des secours ou des hommes aux rebelles subira le même sort. Il rédige par la suite un mémoire sur son expédition.
Le même jour, il gagne le château de Clisson, résidence du général Lescure, qui s’est enfui quatre heures plus tôt. Le château est pillé puis livré aux flammes. Puis Westermann poursuit sa marche et s'empare de Bressuire sans combat. La marquise de La Rochejaquelein, épouse du général Lescure, raconte la bataille dans ses mémoires